# Linx d'Escandinàvia
El linx d'Escandinàvia (Lynx lynx lynx), també anomenat linx del nord, és una subespècie de mida mitjana del linx nòrdic (Lynx lynx).

## Rang i hàbitat
Aquesta sub-espècie es troba al vessant septentrional d'Euràsia: a Fennoscàndia, els Estats bàltics, la part nord i central de Polònia (incloent el bosc de Białowieża i el parc nacional de Kampinos), Belarús, a tota la Rússia europea excepte al sud, a les muntanyes dels Urals i a la plana siberiana occidental fins al riu Jenisei a l'est.

## Preses del linx d'Escandinàvia
Aquesta sub-espècie de linx nòrdic depreda en gran part mamífers i aus de mida petita a bastant gran. Entre les preses registrades hi ha llebres comunes i de les neus, esquirols vermells, esquirols voladors siberians, lirons i altres rosegadors, mustèlids (com martes), galls fers, guineus vermelles, gossos viverrins, senglars, ants, cabirols, cérvols i altres ungulats de mida mitjana. Els rens semi-domèstics (Rangifer tarandus) són les seves principals preses al nord d'Escandinàvia.

## Depredadors i enemics del linx del nord
Als boscos russos, el depredador més important del linx del nord és el llop. En manades, els cànids maten i mengen els linxs que no aconsegueixen escapar als arbres. Les poblacions de linx disminueixen quan apareixen els llops en una regió i és probable que els linxs depredin preses més petites on els llops estan actius.
Els goluts són potser els competidors més acèrrims per aliments, doncs sovint roben les matances de linx. Els linxs tendeixen a evitar activament les trobades amb goluts, però de vegades poden lluitar contra ells si han de defensar els gatets. Poden produir-se casos de depredació de linxs per part de goluts, fins i tot en adults, però a diferència dels atacs de llops al linx, aquestes situacions són extremadament rares. Un estudi a Suècia va trobar que de les 33 morts de linx d’una població observada, probablement un va ser mort per un glotó. A la zona del riu Pechora es va observar un altre exemple conegut de depredació per part d'un llop adult en un linx adult, tot i que semblava ser només una afirmació anecdòtica. No es coneixen casos de linx que depredin glotons.
Els óssos bruns no són depredadors del linx euroasiàtic. Tanmateix, en algunes zones són usurpadors semihabituals de les carronyes d'ungulats morts pels linxs, sovint abans fins i tot que els fèlids hagi pogut començar a consumir-ne.